# 화순 한후정
화순 한후정은 대한민국 전라남도 화순군 이양면 쌍봉리에 있는 건축물이다. 2010년 1월 7일 화순군의 향토문화유산 제45호로 지정되었다.